# Adenia pechuelii
Adenia pechuelii es una especie de planta suculenta en la familia Passifloraceae. Es endémica de Namibia. 
Su población está formada por pequeños núcleos, y casi todos ellos están afectados por la recolección, aun así en la actualidad no se le considera una especie amenazada.